# Пуррман, Ганс
Ганс Марсилиус Пуррман (нем. Hans Marsilius Purrmann; 10 апреля 1880, Шпайер — 17 апреля 1966, Базель) — немецкий художник, график, теоретик искусства и коллекционер.

## Жизнь и творчество
Г.Пуррман начал изучать живопись в мастерской отца, затем он поступил в Школу прикладного искусства Карлсруэ, с 1897 — учится в Мюнхенской академии художеств, у Франца фон Штука. Здесь художник знакомится с Паулем Клее, Василием Кандинским и Альбертом Вайсгербером. С последним Пуррмана связывали дружеские узы долгие годы.
После кратковременного пребывания в Берлине в 1905 году, где к Пуррману пришёл первый успех как живописцу и где он, благодаря помощи Макса Либермана, вступает в Берлинский сецессион, художник в 1906 уезжает в Париж. Здесь он встречает своего друга Альберта Вайсгербера и художника Рудольфа Леви, знакомится с Оскаром Моллом и Теодором Хойсом, будущим президентом ФРГ. Будучи принят в художественных салонах французской столицы, Г. Пуррман в доме у Гертруды Стайн заводит также знакомство с П. Пикассо и А. Матиссом. Став одним из учеников Матисса, Г. Пуррман участвовал в работе академии Матисса, будучи её администратором. Благодаря помощи Матисса у Пуррмана сформировался свой, особенный художественный стиль, в котором также угадываются влияния таких мастеров, как Поль Сезанн и Пьер Огюст Ренуар. Впоследствии в его живописи улавливается и воздействие экспрессионизма, кубизма и абстрактной живописи.
В 1912 году Пуррман женится на художнице Матильде Фольмёллер, с которой до начала Первой мировой войны живёт в Париже. Вернувшись в Германию, семья Пуррман с 1916 по 1935 год проживает в Берлине, в 1923—1928 годах — Риме. С 1921 они каждое лето проводят на Боденском озере, где снимают домик. В этот период художник пишет серию ярких, красочных пейзажей.
После прихода в Германии к власти национал-социалистов произведения Г. Пуррмана были причислены к дегенеративному искусству. В связи с его участием в 1935 в мероприятиях, связанных с похоронами Макса Либермана в Берлине, Пуррман был вынужден покинуть Германию. Поселившись со своей супругой во Флоренции, художник становится управляющим Вилла Романа, превратив её в культурный центр эмигрировавших из нацистской Германии деятелей искусства, среди которых были Генрих Штейнер, Эми Рёдер, Рудольф Леви, Хейнц Баттке и др.
В 1943 году умирает Матильда Фольмёллер-Пуррман, и мастер впадает в серьёзный творческий и психологический кризис. После падения правления Муссолини и оккупации значительной части Италии немецкими войсками он уезжает в Швейцарию, и с 1944 живёт в городке Монтаньола, в кантоне Тичино. Здесь он дружит с писателем Германом Гессе, художником Гюнтером Бёмером и др.
Вернувшись временно в 1950 году в Германию, Г. Пуррман становится членом ряда послевоенных художественных объединений (Пфальцский сецессион, Немецкий союз художников). В стране проходят многочисленные выставки его работ, он участвует в выставке современного искусства documenta в Касселе. В то же время Пуррман остаётся верен выработанному ещё в молодости индивидуальному стилю в живописи — и в Монтаньоле, и во время своих частых путешествий по Италии он пишет многочисленные пейзажи, натюрморты и портреты, полные ярких красок и тщательно выписанные. Творческое наследие мастера охватывает около 1400 масляных полотен, более 400 акварелей, многочисленные произведения графики и 4 скульптуры.
Г. Пуррман был также известен как страстный собиратель предметов искусства — картин, гравюр, гобеленов и антиквариата. Одним из шедевров его коллекции было полотно А. Матисса «Золотая рыбка» (1911, ныне в музее Метрополитен Нью-Йорка). Графическое собрание из коллекции Г.Пуррмана с 1963 года выставлено в музее Кайзерслаутерна.

## Сочинения
Полное собрание литературных работ Г.Пуррмана в:
- Göpel, Erhard und Barbara: Leben und Meinung des Malers Hans Purrmann, Wiesbaden 1961:
- Aus der Werkstatt Henri Matisses (1922)
- Van Gogh und wir (1928)
- Dem sechzigjährigen Max Slevogt (1929)
- Henri Matisse (1930)
- Über Henri Matisse (1946)
- Erinnerungen an meine Studienzeit (1947)
- Die Einheit des Kunstwerks (1949)
- Wandel ist der Künste Weg (um 1950; 1958/59 überarbeitet)
- Erinnerungen an den Maler Rudolf Levy (1951)
- Kunst ohne Publikum. Offener Brief an einen Pfälzer Maler (1953)
- Versuch über Cézanne (um 1958/59)
- Landschaften und Stilleben (1960)
- Das verlorene Menschenbild (1961)

## Награды
- 1950: почётный гражданин города Шпейера
- 1951: член-корреспондент Баварской академии художеств
- 1955: награждён прусским орденом Pour le Mérite
- 1957: художественная премия земли Рейнланд-Пфальц
- 1961: командор Ордена «За заслуги перед Итальянской Республикой»
- 1961: медаль Стефана Лохнера от города Кёльн
- 1962: награждён французским орденом искусств и литературы
- 1962: награждён Баварским орденом «За заслуги»
- 1964: награждён Орденом «За заслуги перед Федеративной Республикой Германия» со звездой
- 1965: город Шпейер учредил художественную премию Ганса Пуррмана

## Галерея
- Hans Purrmann. О Г.Пуррмане. Его избранные полотна (сайт архива Г.Пуррмана)